# ماهیچه روبه‌روکننده شست دست
ماهیچه روبه‌روکننده شست دست یا عضله متقابله شست دست (انگلیسی: Opponens pollicis muscle) شست را بلند کرده و در مقابل انگشت کوچک قرار می‌دهد.

## نگارخانه

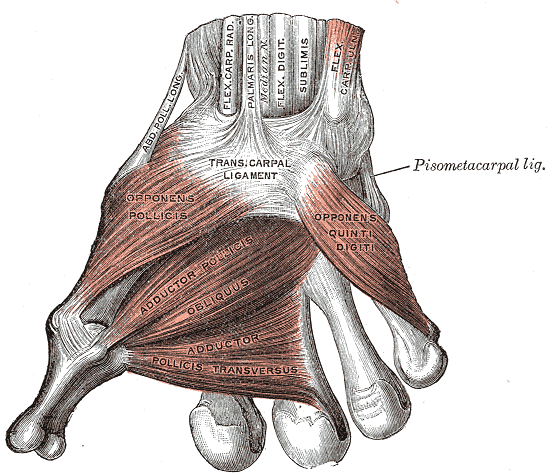
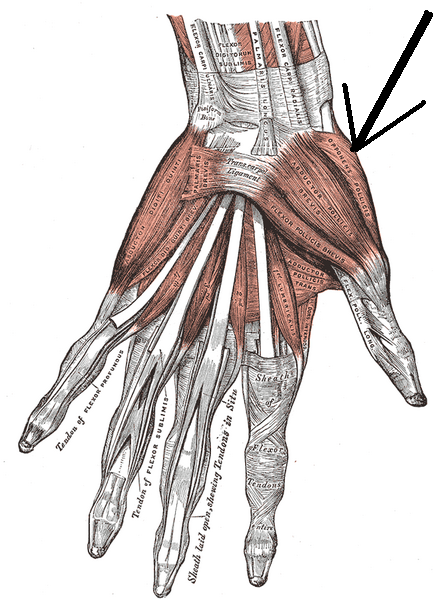
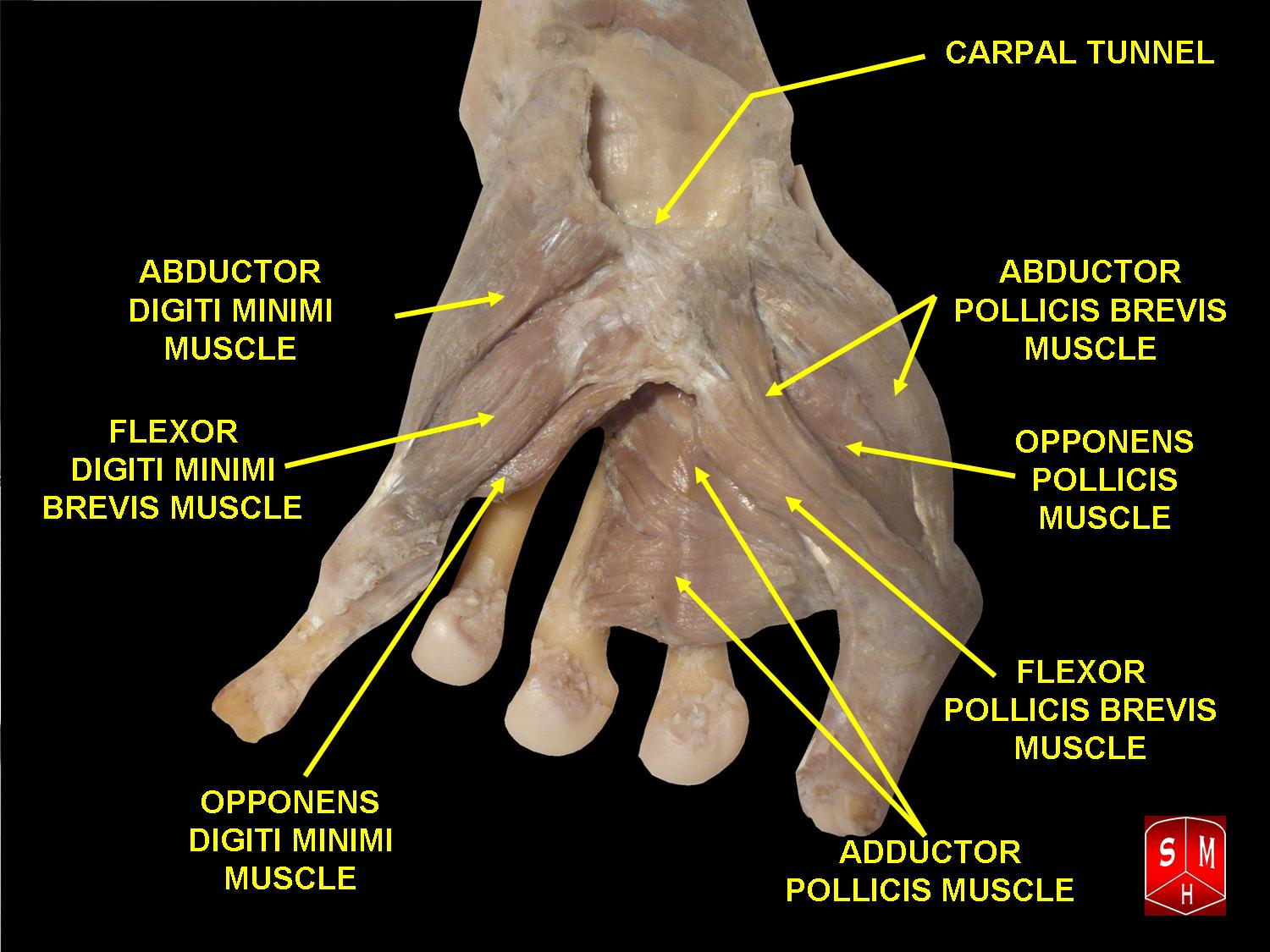
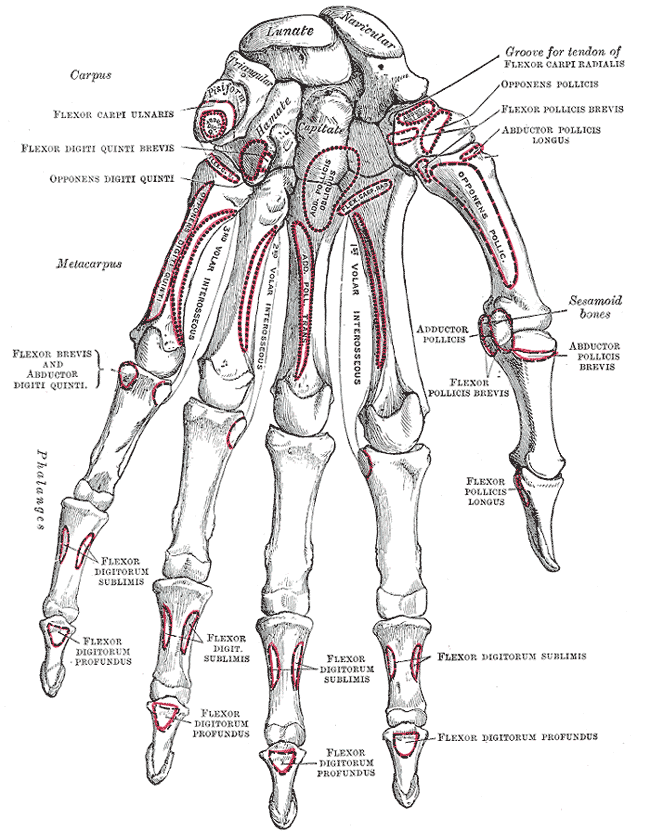
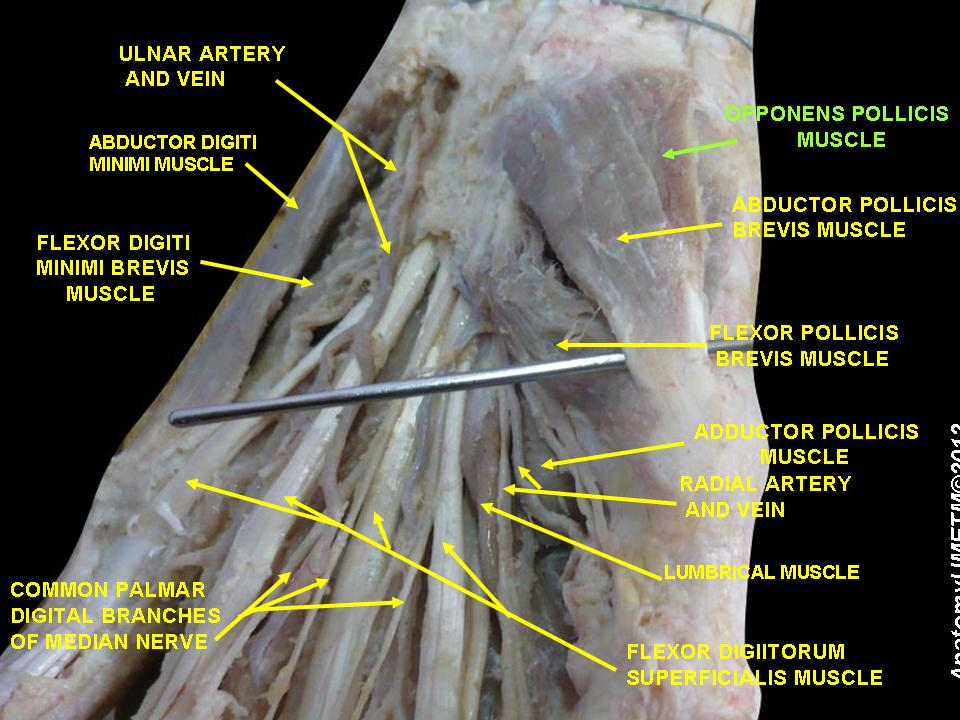
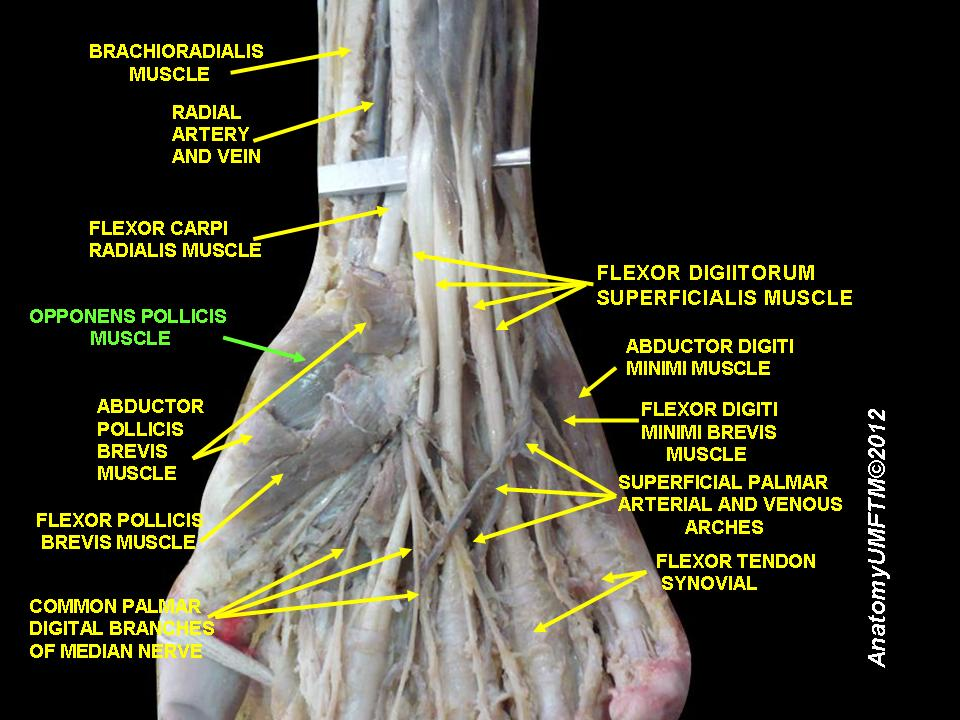
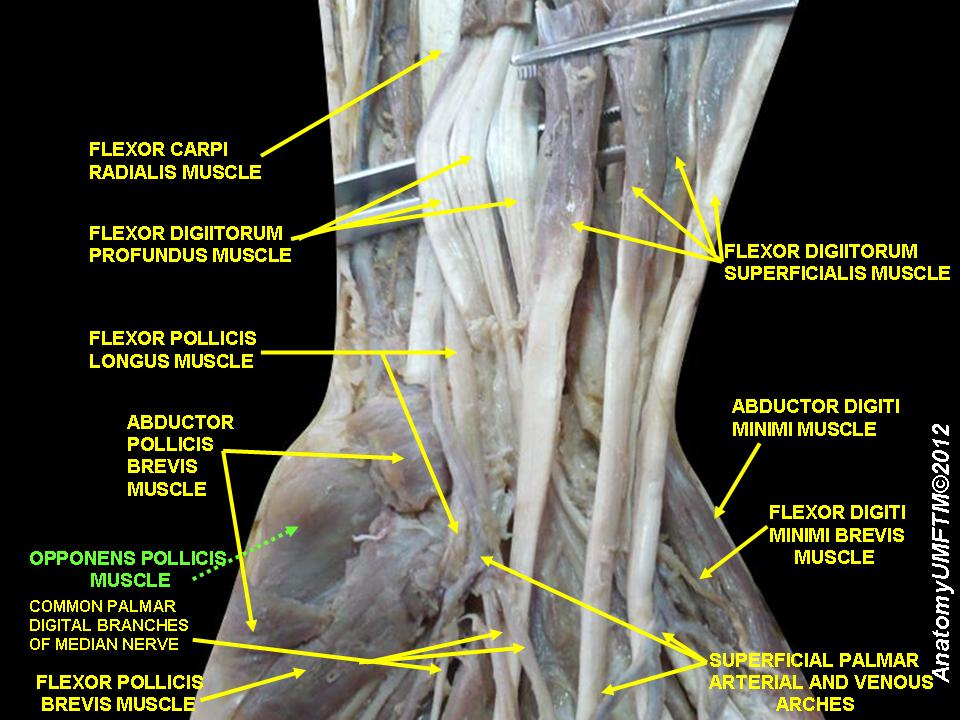
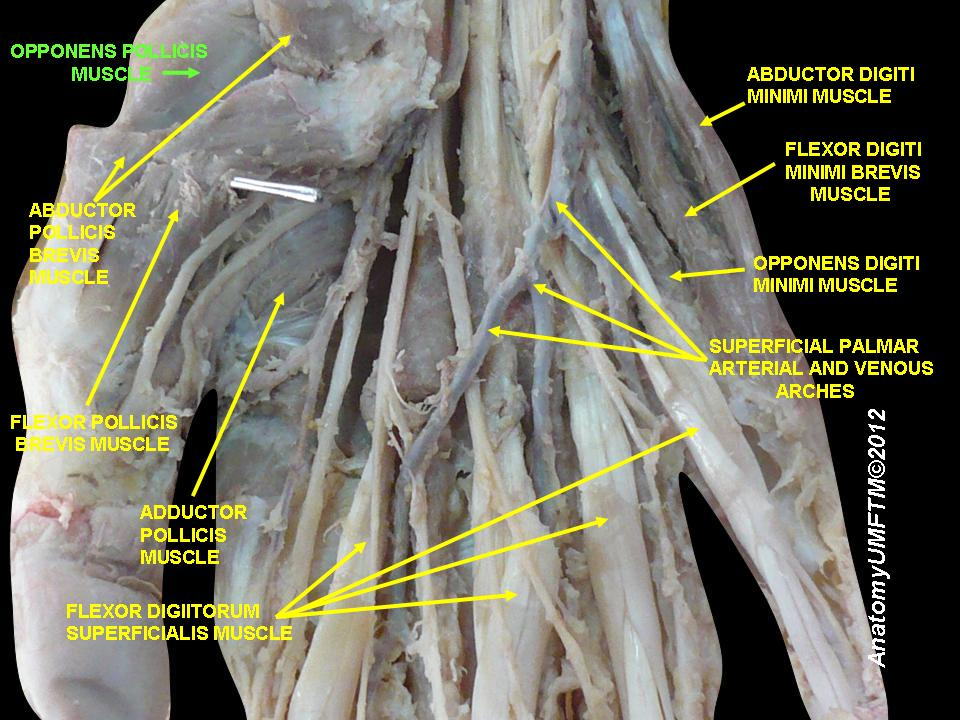
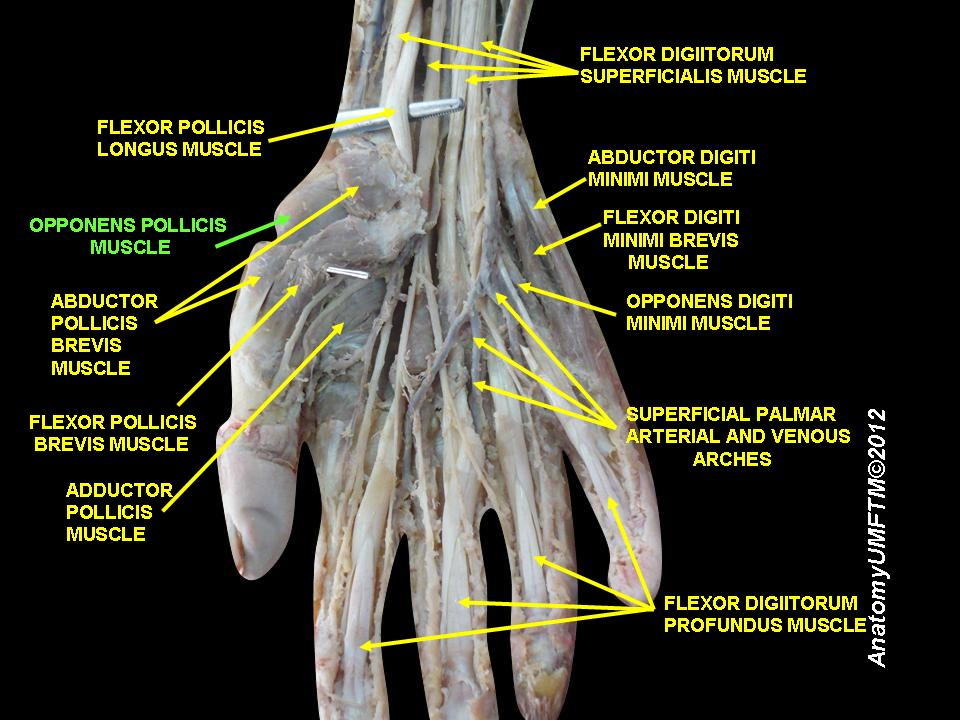
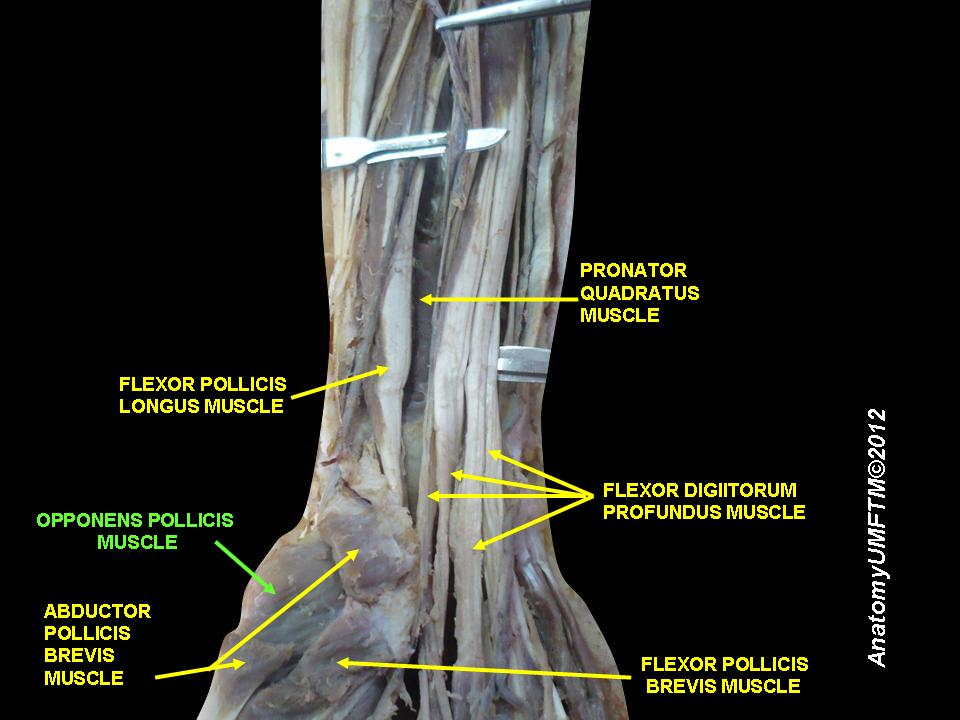
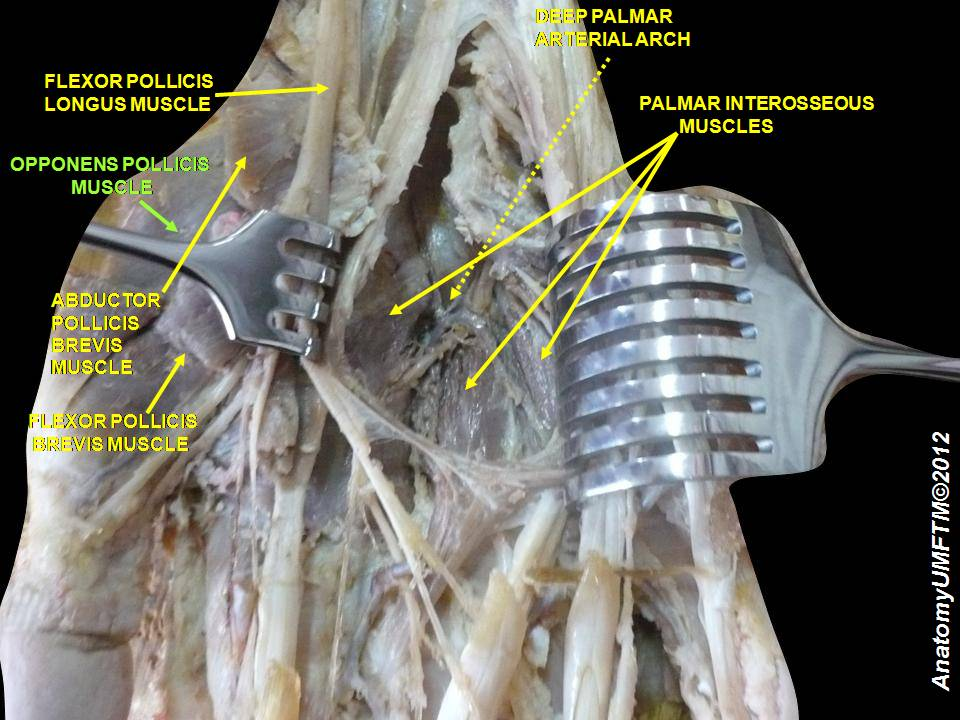
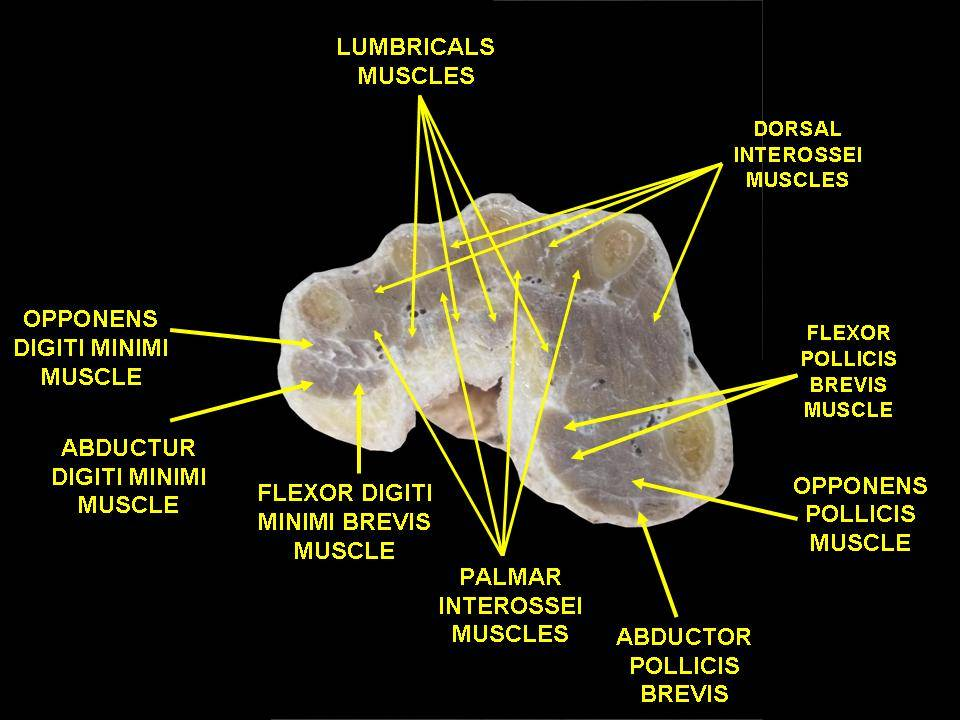